# Nelly’s Folly
Nelly’s Folly ist ein US-amerikanischer Zeichentrick-Kurzfilm von Chuck Jones aus dem Jahr 1961.

## Handlung
Die Giraffendame Nelly lebt in Afrika und ist eine leidenschaftliche Sängerin. Sie singt den Tieren des Urwalds vor und übertrifft sogar die Vögel mit ihrem Gesang. Eines Tages wird sie von einem Safariereisenden entdeckt und engagiert. Sie geht nach Amerika, wo sie mit ihrem Gesang für volle Häuser sorgt.
Nelly jedoch fühlt sich mit der Zeit einsam und verirrt sich eines Tages in einen Zoo, wo sie einen Giraffenmann kennenlernt. Obwohl dieser eine Partnerin hat, flirtet Nelly mit ihm und es kommt zum Beziehungskrieg, der vor allem in den Sensationsblättern breitgetreten wird. Nellys Stern sinkt aufgrund ihres Privatlebens und bald kommen keine Zuschauer mehr zu ihren Auftritten. Ihr Manager lässt sie fallen und so kehrt Nelly nach Afrika zurück, wo sie traurige Lieder singt, bis eines Tages ein Giraffenmann in ihren Gesang einfällt. Nelly und er werden ein Paar und die Giraffe ist endlich glücklich.

## Produktion
Nelly’s Folly kam am 30. Dezember 1961 als Teil der Merrie Melodies Theatrical Cartoon Series in die Kinos. Im Film sind verschiedene Musikstücke bzw. Lieder zu hören:
- Auld Lang Syne (Trad.) – mit neuem Text
- The Flower of Gower Gulch (Michael Maltese)
- Aloha ʻOe (Liliʻuokalani)
- Columbia, Gem of the Ocean (Trad.)

## Synchronisation
| Rolle                   | Originalsprecher |
| ----------------------- | ---------------- |
| Nelly                   | Gloria Wood      |
| verschiedene Charaktere | Mel Blanc        |
| Erzähler                | Ed Prentiss      |

## Auszeichnungen
Nelly’s Folly wurde 1962 für einen Oscar in der Kategorie „Bester animierter Kurzfilm“ nominiert, konnte sich jedoch nicht gegen Der Ersatz durchsetzen.